# 兵庫県立姫路東高等学校
兵庫県立姫路東高等学校（ひょうごけんりつ ひめじひがしこうとうがっこう）は、兵庫県姫路市本町に所在する公立高等学校。

## 概要
1910年に兵庫県立姫路高等女学校として開校。単位制で普通科設置。兵庫県第4学区に属す。愛称・略称は「東高（ひがしこう）」。姫路城中堀内側に位置する。
歴史的経緯から兄弟校である兵庫県立姫路西高等学校との交流戦、兵庫県立姫路東西高等学校体育大会（東西大会）が毎年開催される。教室は、定時制課程の兵庫県立姫路北高等学校と時間差で共同使用している。

## 沿革

### 旧制姫路高等女学校
- 1908年（明治41年） - 兵庫県通常県議会において、兵庫県姫路市国府寺町に、兵庫県立姫路高等女学校（現在の姫路市立東光中学校がある場所、姫路東高等学校の前身にあたる）設立が許可される。
- 1909年（明治42年）10月5日 - 文部省告示第257号を以って兵庫県立姫路高等女学校設置が許可される。
- 1910年（明治43年）4月1日 - 生徒定員600名で開校する。
- 1945年（昭和20年）6月22日 - 太平洋戦争でのアメリカ軍の空襲（姫路空襲）により、校舎が全焼する。
- 1947年（昭和22年）
  - 1月30日 - 現在地（2016年時点）で、旧木造校舎の改造起工式を行う。
  - 4月14日 - 改造工事が竣工し、移転される。

### 姫路東高等学校
- 1948年（昭和23年）
  - 6月30日 - 兵庫県立姫路西高等学校（旧制兵庫県立姫路中学校・男子校）と職員・生徒・備品に至るまで折半交流し、男女共学となる。
  - 9月1日 - 定時制課程（中心校と網干分校）を設置する。
- 1949年（昭和24年）
  - 4月1日 - 定時制課程飾磨分校が開校する。
  - 4月8日 - 兵庫県立姫路商業高等学校を併合する。
- 1952年（昭和27年）4月1日 - 定時制課程家島分校及び御津分校が開校する。
- 1961年（昭和36年）4月1日 - 兵庫県立姫路商業高等学校の設立に伴い商業科の募集を停止する。
- 1962年（昭和37年）4月1日 - 定時制課程家島分校が全日制課程に移行する。
- 1968年（昭和43年）4月1日 - 定時制課程が独立し、兵庫県立鷺山高等学校と校名変更（現在の兵庫県立姫路北高等学校）する。
- 1975年（昭和50年）4月1日 - 御国野分校（御国野校舎）を開設する。校地内に青雲高等学校姫路分校を設置する。
- 1976年（昭和51年）4月1日 - 御国野分校が兵庫県立姫路別所高等学校として独立する。
- 1979年（昭和54年）6月3日 - 生徒集会所（東生会館）鉄筋コンクリート造3階建てが竣工する。
- 1982年（昭和57年）3月31日 - 青雲高等学校姫路分校が閉校する。
- 1984年（昭和59年）4月1日 - 家島分校が兵庫県立家島高等学校として独立する。
- 1989年（平成元年）10月29日 - 県女跡記念碑除幕式を挙行する。
- 1999年（平成11年）10月31日 - 東生会館トレーニング室が竣工する。
- 2003年（平成15年）4月1日 - 2003年度入学生より単位制による全日制課程に改編する。学区が県下全域となる。
- 2009年（平成21年）11月3日 - 百周年記念館竣工式を挙行する。
- 2015年（平成27年）4月1日 - 兵庫県公立高校の通学区再編（16→5学区）により、姫路・福崎学区と西播学区が統合され第4学区となる。
- 2019年（令和元年）11月3日 - 武家屋敷風の外壁「令和の白壁」、中庭に本格的な庭園「弥生の庭」が竣工する。
- 2020年（令和2年）4月1日 - 文部科学省よりスーパーサイエンスハイスクール（SSH）の指定を受ける（5年間）。

## 象徴
- 校章：「高」の字で姫路城をかたどり抽象化し、その下に石垣を意味して「一」の字を付け加え、線は質実剛健を意味して出来るだけ太く作られた。
- 校歌：作詞 竹友藻風／作曲 信時潔
- 応援歌：作詞 船越明彦／作曲 守安省
- 県女校歌：作詞 多田徳助／作曲 守安省

## 姫路城の遺構
校舎敷地は、姫路城中堀の内側（国の特別史跡に指定）に位置し、かつては上級・中級の武家屋敷や、矢場、桐の馬場があった。

## 著名な卒業生
- 初井しづ枝（歌人）
- 高島俊男（中国文学者、随筆家、元岡山大学助教授）
- 小林正受（関西ペイント社長、相談役）
- 大橋忠晴（元川崎重工業社長、元日本商工会議所副会頭、元関西経済連合会副会長、元神戸商工会議所会頭）
- 黒田武彦（天文学者、元兵庫県立西はりま天文台長・天文台公園長）
- 中倉健二（元東洋ゴム工業社長、元日本自動車タイヤ協会会長）
- 石橋康哉（元クラシエホールディングス社長）
- 廣岡資生（NHK高校野球の解説者）
- 谷口恒（ZMP創業者・社長、日本ベンチャー大賞経済産業大臣賞、日本イノベーター大賞特別賞）
- 萩原芳樹（放送作家、漫才作家）
- 田中幹保（元バレーボール日本男子代表監督）
- 長谷川集平（絵本作家、ミュージシャン）
- 鳥居睦子（フリーアナウンサー、元静岡放送アナウンサー）
- 亀野淳（教育学者、北海道大学教授）
- 吉田真里子（元アイドル歌手、シンガーソングライター）
- 武田邦宣（経済法学者、大阪大学教授・副理事、公正取引委員会競争政策研究センター主任研究官）
- 火野村豪（三線奏者）
- DJケチャップ（スタジアムDJ、スポーツDJ、元お笑い芸人）
- 藤尾仁志（お笑いコンビオクラホマのボケ担当、抽象画家）
- 衣笠梨代（テレビ新広島アナウンサー）
- 春名優輝（ラジオ関西アナウンサー）

## 著名な教職員
- 丸山芳介（会津藩藩士、実業家、政治家、本校創立関係者）
- 梶和三郎（教育者、本校校長を務めた）

## 主な出典資料
- 兵庫県立姫路東高等学校生徒手帳 2008年度版 （→沿革）